# Järstorps landskommun
Järstorps landskommun var en tidigare kommun i Jönköpings län.

## Administrativ historik
När 1862 års kommunalförordningar trädde i kraft den 1 januari 1863 inrättades i Sverige cirka 2 400 landskommuner samt 89 städer och ett mindre antal köpingar. Då inrättades i Järstorps socken i Tveta härad i Småland denna kommun.
År 1951, ett år före den riksomfattande kommunreformen 1952, upphörde kommunen genom att en del inkorporerades i Jönköpings stad, medan återstoden gick upp i Bankeryds landskommun.
Hela området tillhör sedan 1971 Jönköpings kommun